# Metroxylon salomonense
Metroxylon salomonense är en enhjärtbladig växtart som först beskrevs av Otto Warburg, och fick sitt nu gällande namn av Odoardo Beccari. Metroxylon salomonense ingår i släktet Metroxylon och familjen Arecaceae. Inga underarter finns listade i Catalogue of Life.